# Tuonela Planitia
Tuonela Planitia – równina znajdująca się na Trytonie, naturalnym satelicie Neptuna. Obszar ten położony jest na 30°N i 13°E według współrzędnych Trytona. Nazwa równiny została nadana przez IUA w 1991 roku i pochodzi od Tuoneli, w mitologii fińskiej podziemnego królestwa rozdzielonego Czarną Rzeką. Kilkaset kilometrów na południowy wschód od tej formacji znajduje się inna równina nosząca nazwę Ruach Planitia.